# Ummanz, Mecklenburg-Vorpommern
Ummanz är en kommun på ön Ummanz och en del av ön Rügen i Landkreis Vorpommern-Rügen i förbundslandet Mecklenburg-Vorpommern i Tyskland.
Kommunen ingår i kommunalförbundet Amt West-Rügen tillsammans med kommunerna Altefähr, Dreschvitz, Gingst, Insel Hiddensee, Kluis, Neuenkirchen, Rambin, Samtens, Schaprode och Trent.